# Orchidantha suratii
Orchidantha suratii là một loài thực vật có hoa trong họ Lowiaceae. Loài này được Louise Buchholt Pedersen, J. Linton và Anthony L. Lamb mô tả khoa học đầu tiên năm 2001.

## Phân bố
Loài bản địa Malaysia (bang Sabah).